# Bí đao
Bí đao hay bí phấn hoặc bí trắng, danh pháp hai phần: Benincasa hispida, là loài thực vật thuộc họ Bầu bí dạng dây leo, trái ăn được, thường dùng nấu lên như một loại rau.
Bản địa của bí đao là vùng Đông Nam Á nhưng nay phổ biến trồng khắp từ Nam Á sang Đông Á. Cây bí đao cần sức nóng mới mọc nhưng trái của nó thì chịu được nhiệt độ thấp, có thể để qua mùa đông mà không hư, mặc dù dây bí đao chỉ mọc năm một, đến đông thì tàn. Lá bí đao xòe, hình bầu có lông giáp, bề ngang 10–20cm. Hoa bí đao sắc vàng, mọc đơn.
Khi còn non, quả bí đao màu xanh lục có lông tơ. Với thời gian quả ngả màu nhạt dần, lốm đốm "sao" trắng và thêm lớp phấn như sáp. Quả bí đao già có thể dài đến 2m, hình trụ, trong có nhiều hạt dáng dẹp. Bí đao thường trồng bằng giàn nhưng cũng có thể để bò trên mặt đất như dưa.
Vì là loài cây quen thuộc của người Việt Nam nên trong ca dao cũng có hình ảnh giàn bí. Phổ biến nhất là câu:
Bầu ơi thương lấy bí cùng
Tuy rằng khác giống nhưng chung một giàn.

## Sử dụng
Tại Việt Nam, bí đao thường dùng nấu canh, hấp, xào. Bí đao còn được dùng thắng với đường làm mứt bí.
Ngoài việc thu hoạch trái, đọt non, lá và ngọn bí đao cũng có thể hái dùng như rau.
Hạt bí đao dùng trong y học dân gian làm thuốc lợi tiểu.

## Thư viện ảnh

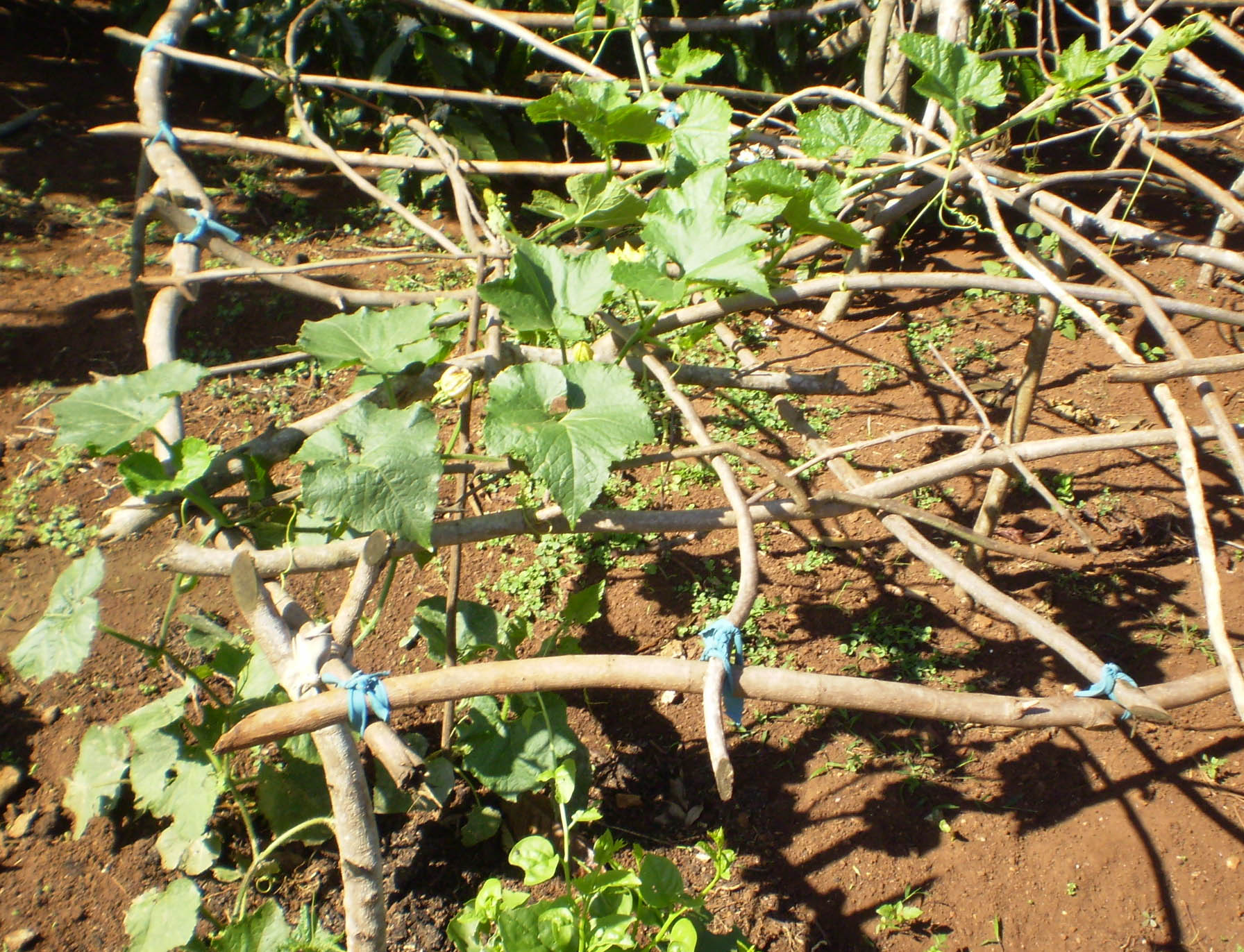
Cây bí non được một tháng tuổi.
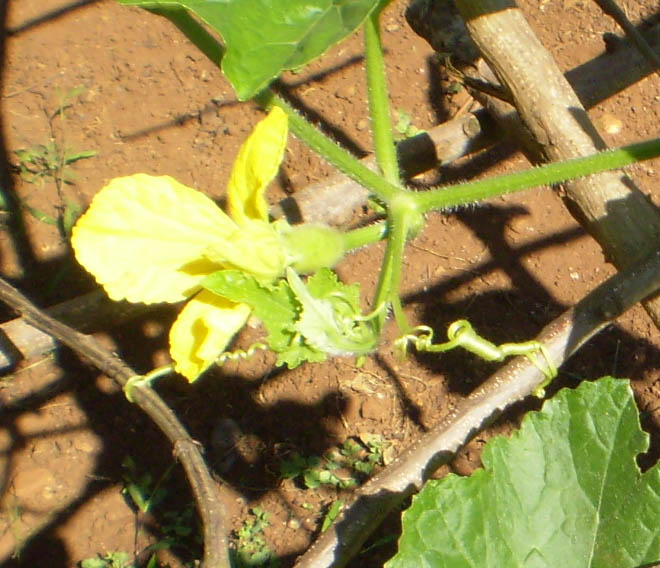
Hoa của cây bí.
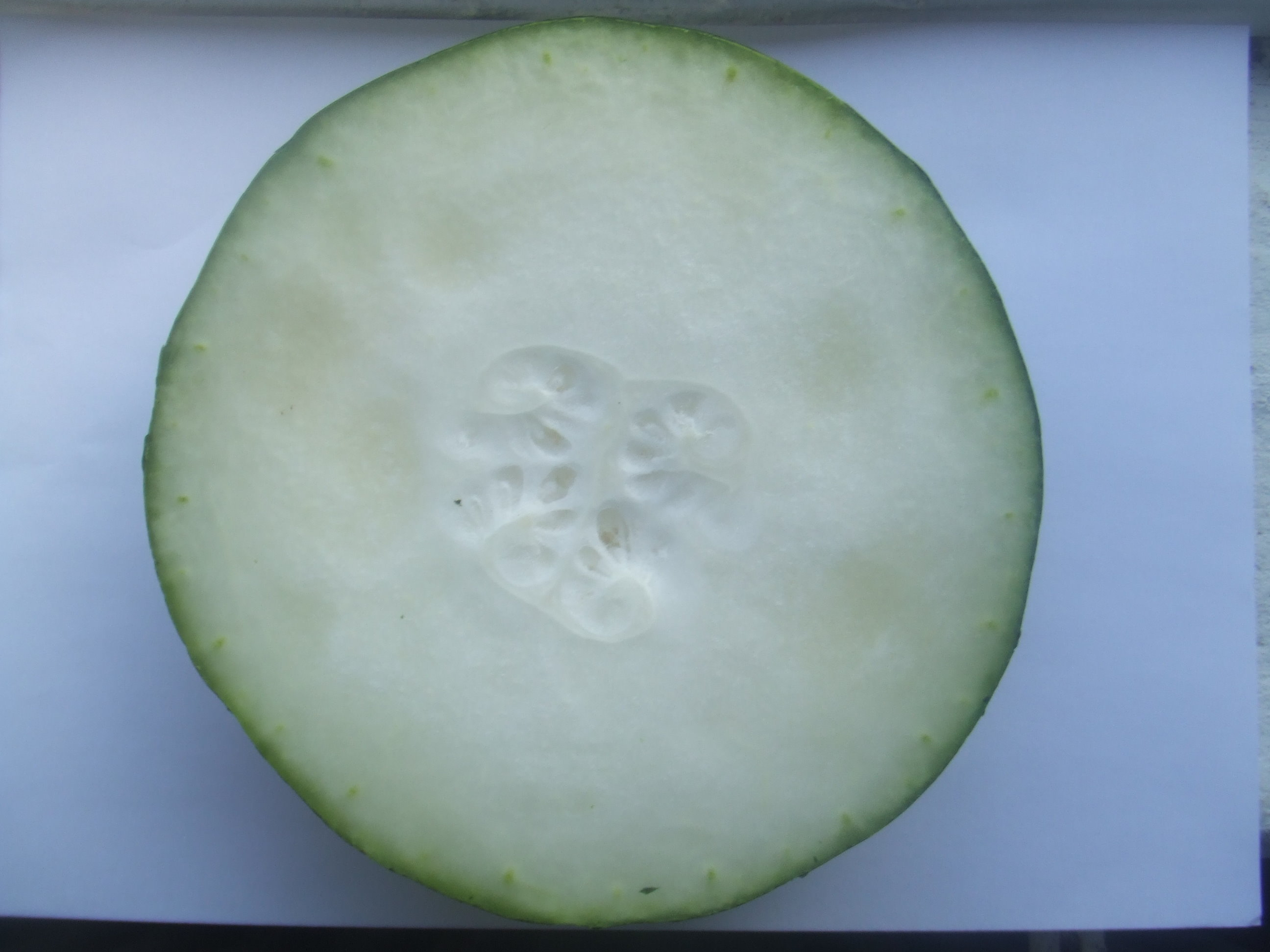
Khoanh bí